# Trochalus sudanicus
Trochalus sudanicus är en skalbaggsart som beskrevs av Moser 1919. Trochalus sudanicus ingår i släktet Trochalus och familjen Melolonthidae. Inga underarter finns listade i Catalogue of Life.